# James Chester
James Grand Chester (* 23. Januar 1989 in Warrington) ist ein walisisch-englischer Fußballspieler. Der Abwehrspieler, der zumeist in der Innenverteidigung eingesetzt wird, nahm 2016 für Wales an der Europameisterschaftsendrunde teil und ist im englischen Vereinsfußball vor allem als Spieler von Hull City und Aston Villa bekannt. Seit 2023 spielt er bei AFC Barrow.

## Spielerkarriere

### Manchester United
Chester begann seine Fußballer-Karriere bei seinen Heimatklub Winwick Athletic. Aber mit nur acht Jahren wechselte er dann in die Jugendabteilung von Manchester United. Zur Saison 2008/09 stieg Chester dann in die erste Mannschaft von Manchester United auf. Sein Debüt für die erste Mannschaft durfte er im Ligapokal beim Halbfinal-Rückspiel gegen Derby County feiern, bei welchem er in der 67. Minute für Gary Neville eingewechselt wurde. Das Spiel gewann Manchester United mit 4:2 und zog in das Finale des Ligapokals ein, das Manchester United letztlich auch gewann – Chester kam dabei jedoch nicht zum Einsatz. Im weiteren Saisonverlauf gewann „United“ auch die Premier-League-Saison 2008/09, in dessen Verlauf Chester jedoch nur beim Auswärtsspiel gegen die Bolton Wanderers einmal im Kader gestanden hatte.
Zum Zeitpunkt der Titelgewinne war Chester ab dem 2. Februar 2009 wurde Chester von Manchester United für zu Peterborough United, welche in der dritthöchsten englischen Spielklasse, der League One, spielen, mittels Emergency Loan ausgeliehen. Sein Debüt für Peterborough United gab er am 20. Februar 2009 im League-One-Spiel gegen Brighton & Hove Albion, welches sie mit 4:2 gewannen. Bis zum Ende seiner Leihe am 25. Mai 2009 absolvierte Chester noch vier weitere Spiele.
In der Saison 2009/10 wurde am 26. September 2009 Chester von Machester United zu Plymouth Argyle mittels Emergency Loan verliehen. Sein Debüt gab er am 27. September 2009 in der Football League Championship bei der 0:1-Heimniederlage gegen Nottingham Forest. Chester durfte in der Liga noch zwei weitere Spiele bestreiten, bevor er am 26. Oktober 2009 zu Manchester United zurückkehrte.
In der Saison 2010/11 wurde Chester vom 1. August 2010 zu Carlisle United ausgeliehen. Bei dem League-One-Heimspiel gegen den FC Brentford, welches sie mit 2:0 gewannen, durfte er sein Debüt für Carlisle United geben. Sein erstes Tor konnte er im Football-League-Trophy-Heimspiel gegen Port Vale feiern, als er den Anschlusstreffer zum 1:2 erzielte. Das Spiel endete am Schluss mit 2:2. Am 7. Januar 2011 kehrte Chester nach 18 Ligaspielen für Carlisle United nach Manchester United zurück.

### Hull City
Nach drei Profijahren bei Manchester United, in welcher er keinen einzigen Premier-League-Einsatz bestreiten durfte, wechselt Chester zur Saison 2011/12 für 350.000 Pfund zu dem englischen Zweitligisten Hull City. Sein erstes Pflichtspiel bestritt er am 5. August 2011 bei der 0:1-Auswärtsniederlage gegen Blackpool in der Football League Championship. Am 23. März 2012 konnte Chester seine Tor-Premiere bei Hull City feiern, als er beim Football-League-Championship-Auswärtsspiel das zwischenzeitliche 2:0 für Hull City erzielte. Schlussendlich gewannen sie 3:0 gegen Cardiff City. Am Saisonende belegte er mit seiner Mannschaft den 8. Tabellenplatz.
In der Saison 2012/13 bestritt Chester nur zwei der 46 Ligaspiele nicht und schoss bei seinen 44 Einsetzen ein Tor. Am Saisonende steht Hull City mit 79 Punkten und einen Torverhältnis von 61:52 auf den zweiten Tabellenplatz und ist neben den Meister Cardiff City der zweite direkte Premier-League-Aufsteiger.
Chester feierte am 18. August 2013 sein Premier-League-Debüt, bei welchen er und Hull City auswärts mit 0:2 gegen FC Chelsea verlieren. Ausgerechnet gegen seinen Ex-Verein Manchester United konnte er seine Tor-Premiere in der Premier League feiern. Beim Heimspiel gegen Manchester United konnte er Hull City in der vierten Minute in Führung bringen, aber in der 66. Minute sicherte er mit seinem Eigentor zum 2:3 den Sieg für seinen Ex-Verein. Die Saison beendeten Chester und Hull City auf den 16. Tabellenplatz und sicherten sich damit den Klassenerhalt.

### West Bromwich Albion
Rund ein Jahr später wechselte Chester im Juli 2015 für eine Ablösesumme von acht Millionen Pfund zum Erstligisten West Bromwich Albion. Es blieb ein kurzes Intermezzo und im Verlauf der Premier-League-Saison 2015/16 nur neunmal in der Startformation.

### Aston Villa und Stoke City
Im August 2016 unterschrieb Chester einen erneuten Vierjahresvertrag beim damaligen Premier-League-Absteiger Aston Villa. Die Ablösesumme wurde nicht bekannt gemacht, wurde in Fachkreisen jedoch als nicht niedriger als die damals von WBA gezahlte eingestuft. In den folgenden zweieinhalb Jahren war er Stammspieler und absolvierte mehr als 100 Pflichtpartien, bevor ihn eine Knieverletzung in den ersten Jahreshälfte 2019 außer Gefecht setzte, als Aston Villa den Aufstieg in die Premier League über die Play-offs bewerkstelligte. Ende Januar 2020 wechselte Chester auf Leihbasis zum Zweitligisten Stoke City. Nach einer erfolgreichen Ausleihe verpflichtete ihn der Verein am 10. August 2020 auf fester Vertragsbasis. Nach 32 Einsätzen in der EFL Championship 2020/21 wurde er in der anschließenden Spielzeit lediglich in 17 Partien eingesetzt und sein auslaufender Vertrag nicht verlängert.

### Derby County und AFC Barrow
Anfang Juli 2022 unterschrieb der 33-Jährige einen Einjahresvertrag beim Zweitliga-Absteiger Derby County. Für seinen neuen Verein absolvierte er in der Saison 2022/23 nur 7 Ligaspiele. Im Sommer 2023 zog er daraufhin weiter und schloss sich dem AFC Barrow an.

### Nationalmannschaft
Am 7. Mai 2014 gab Chester bekannt, dass er nicht für die englische Nationalmannschaft, sondern für die walisische Nationalmannschaft spielen will. Für ihn bestand diese Möglichkeit, da seine Mutter in der walisischen Stadt Rhyl geboren ist und damit die walisische Staatsangehörigkeit hat.
Vom walisischen Nationaltrainer Chris Coleman wurde er daraufhin für das Freundschaftsspiel gegen die Niederlande am 4. Juni 2014 in den Nationalkader von Wales berufen. Er gab sein Debüt im Nationaltrikot in der Startaufstellung. Beim ersten Qualifikationsspiel für die Europameisterschaft am 9. September gegen Andorra (2:1), durfte Chester sein Pflichtspieldebüt geben und somit darf er nur noch für die walisische Nationalmannschaft auflaufen. Insgesamt spielte er in 6 der 10 Qualifikationsspielen jeweils über die volle Spielzeit und half, die erste EM-Teilnahme von Wales überhaupt zu sichern.
Bei der Fußball-Europameisterschaft 2016 in Frankreich wurde er in das Aufgebot von Wales aufgenommen. Er gehörte zur Stammelf und spielte alle fünf Partien im Turnier über die volle Spielzeit. Das Team erreichte das Halbfinale und schied gegen Portugal aus.